# Manu Boisteau
 (juin 2016).
Si vous disposez d'ouvrages ou d'articles de référence ou si vous connaissez des sites web de qualité traitant du thème abordé ici, merci de compléter l'article en donnant les références utiles à sa vérifiabilité et en les liant à la section « Notes et références ».
Manu Boisteau, né Emmanuel Boisteau le 10 juin 1969 à Angers en Maine-et-Loire, est un illustrateur de livres éducatifs, et un auteur et dessinateur de bande dessinée.

## Biographie
Fils de libraire, Manu Boisteau entre à l'École Estienne dans les années 1990. Par la suite, il intègre les éditions Bayard et devient maquettiste le jour et dessinateur la nuit et le week-end. Il dessine alors des illustrations pour des livres et des journaux, et c'est en 1995, par le bimensuel Astrapi, qu'il fait la rencontre de Paul Martin avec qui il crée plus tard, Maudit Manoir et James Bonk.
Boisteau reste dans le groupe Bayard jusqu'en 2002. Il s'installe ensuite en indépendant tout en continuant Maudit Manoir dans Astrapi et James Bonk dans Je bouquine. De surcroît, Boisteau a répertorié 600 cartes postales grivoises des années 1970 dans un livre intitulé Chers tous. Le dessinateur d'origine angevine travaille également sur une encyclopédie pour filles « qui se moque du côté gnangnan des poneys ».
Partir un jour, roman graphique publié en 2021, narre l'histoire d'un homme qui souhaite tout quitter pour écrire un grand roman. En 2023 il publie le roman graphique De l'amour et du hasard, autour d'un quinquagénaire célibataire qui cherche l'amour. Pour l'avis critique de Télérama : « humour, autodérision et comique de situation y occupent une place de choix [...], le dessinateur revendique la finesse d’analyse, l’art subtil de disséquer le sentiment amoureux au plus près ».

## Publications
Liste non exhaustive
- Maudit manoir (3 tomes, 12 romans illustrés, Bayard)
- James Bonk (3 tomes, Cornélius)
- Chers tous (Cornélius)
- La confiture (Thierry Magnier)
- Les rognons (Thierry Magnier)
- Thierry le ver de terre (Bayard jeunesse)
- Partir un jour, Casterman, 2021
- De l'amour et du hasard[3], Casterman, 2023